# Culík

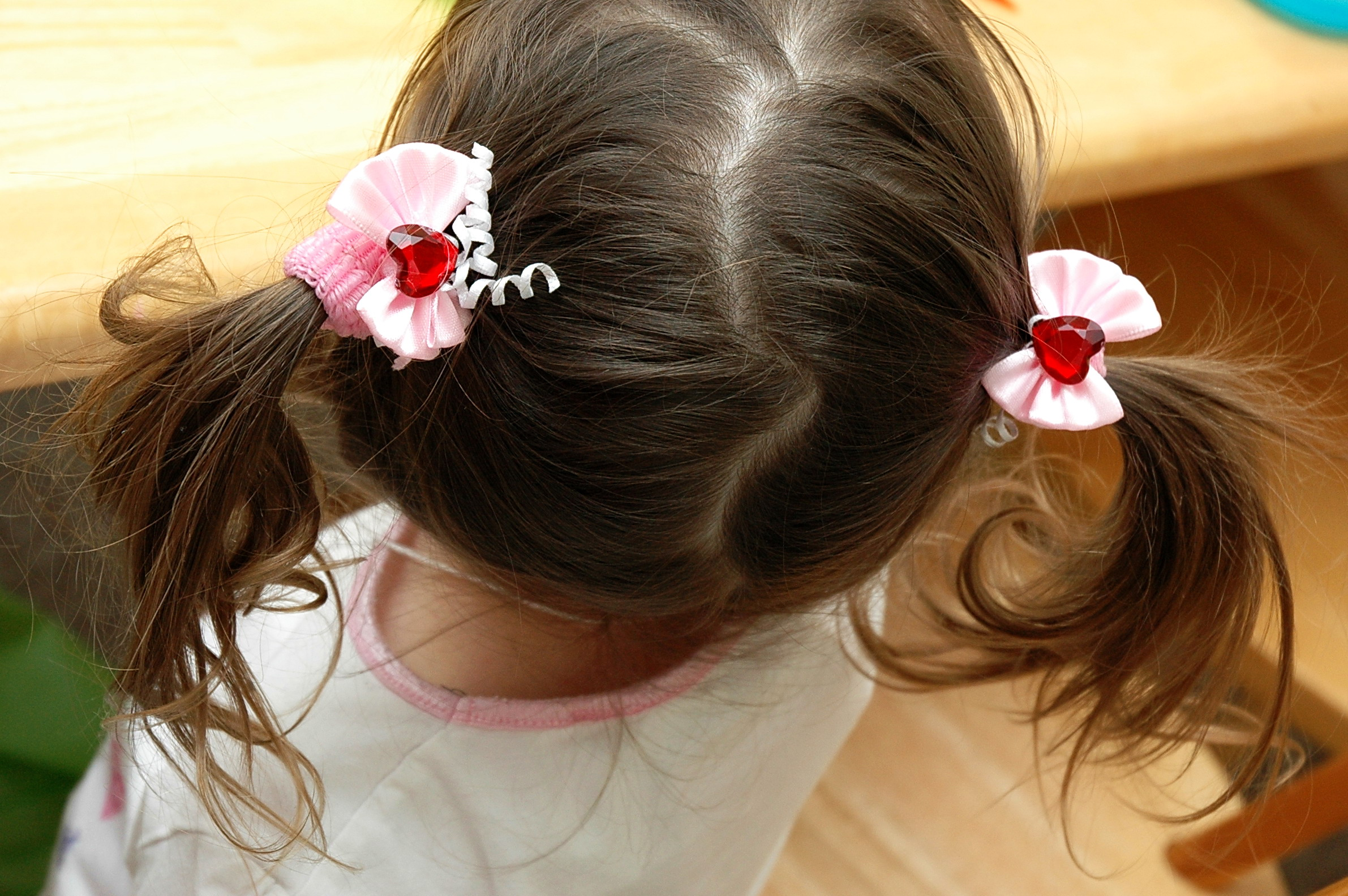
Culíky s ozdobnými mašličkami na hlavě děvčátka.

Culík je jeden ze způsobů úpravy nepříliš dlouhých vlasů. Vznikne tak, že se jednou rukou uchopí vlasy z části hlavy a druhou rukou se vzadu sepnou gumičkou. V angličtině se tento účes nazývá pigtail, protože v jejich jazyce připomíná kroutící se ocásky čuníků.
Culíky se nosí buď dva, symetricky po stranách, anebo i jen jeden vzadu, třeba i vysoko na hlavě.